# Croix des Anges
Pour les articles homonymes, voir Croix (homonymie).

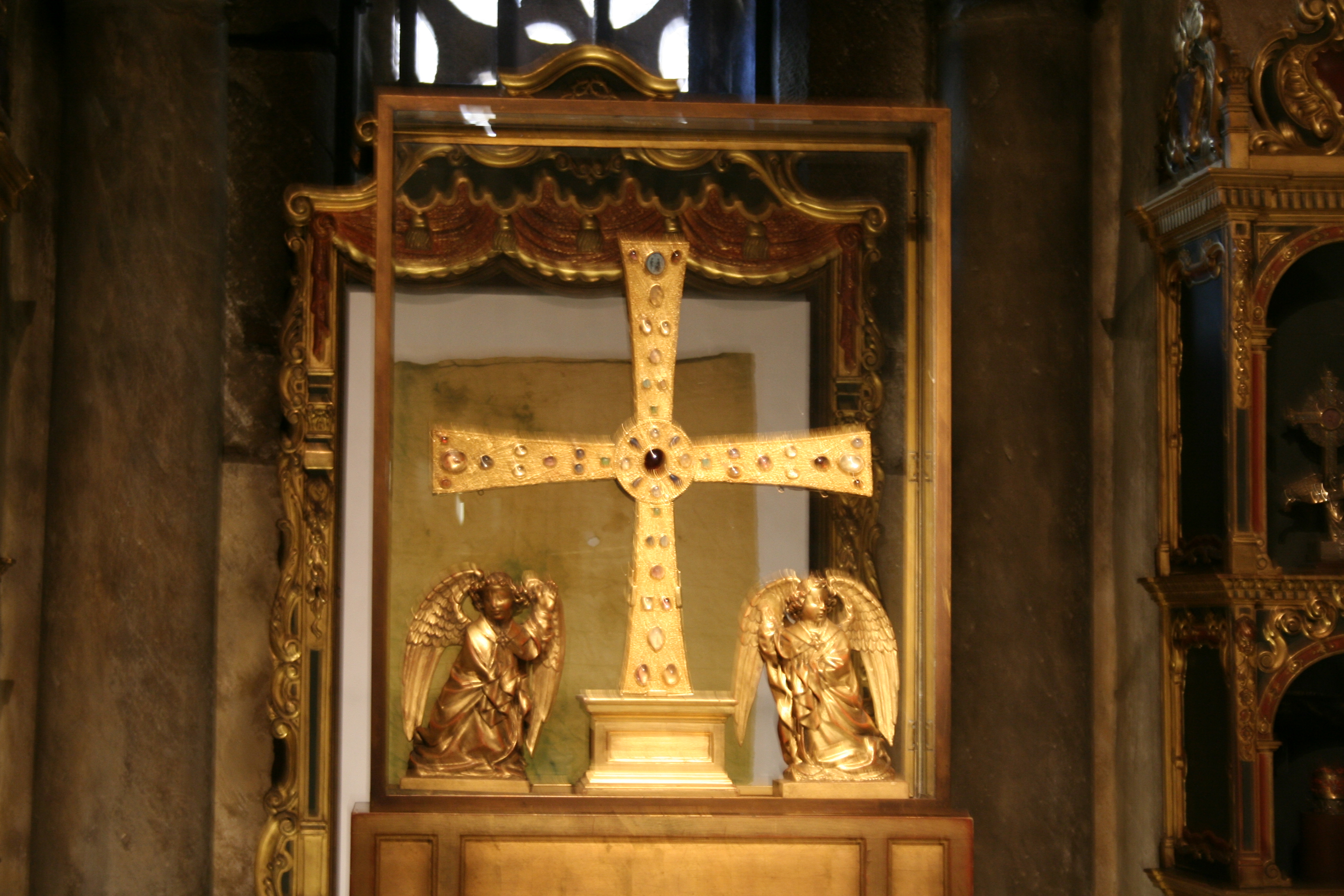
Croix des Anges. Cámara Santa de la Cathédrale de San Salvador d'Oviedo.

La Croix des Anges (en espagnol : Cruz de los Ángeles, en asturien Cruz de los Ánxeles) est une croix-reliquaire en forme de croix grecque, qui est exposée à la Cámara Santa de la Cathédrale de San Salvador d'Oviedo, dans le Principat des Asturies, Espagne.
Elle a été réalisée au début du IXe siècle et, selon ce qu'indique une inscription placée au revers de la croix, en 808, elle a été donnée à la cathédrale d'Oviedo par Alphonse le Chaste, roi des Asturies.
La Croix des Anges apparaît dans les armes d'Oviedo.

## Histoire
La Croix des Anges a été donnée à la cathédrale de San Salvador d'Oviedo par Alphonse le Chaste, roi des Asturies, en 808, selon ce qu'indique en une inscription placée au revers de la croix. De nombreux auteurs signalent la possibilité que le roi ait donné la croix lors de la consécration du nouveau temple dédié à san Salvador dans la cité d'Oviedo.
Divers auteurs ont rapporté la légende sur l'origine de la croix, qui affirme que cette dernière a été réalisée par deux anges qui avaient pris la forme de pèlerins, légende qui dissimulerait un fait réel. Selon l'opinion de différents experts, la Croix des Anges ne correspond, ni par la technique utilisée pour sa fabrication, ni par sa typologie, aux croix élaborées par les orfèvres wisigoths, mais se rapproche plutôt des modèles de croix lombardes, réalisées dans le nord de l'Italie entre le VIIe siècle et le IXe siècle. Selon cette théorie, la croix aurait été réalisée par des artistes d'origine lombarde, qui seraient venus dans le royaume des Asturies par la volonté de l'empereur Charlemagne, qui maintenait de bonnes relations avec Alphonse II des Asturies. Cette version expliquerait ainsi pourquoi les anges disparurent après avoir terminé la croix, disparition qui s'expliquerait par le retour des artistes à leur lieu d'origine.
En 1934, durant la Révolution asturienne, la Cámara Santa de Oviedo fut dynamitée par les révolutionnaires, et les reliques et objets qu'elle conservait, y compris la Croix des Anges, l'Arca Santa et le Coffret aux Agates, ont subi de graves dégâts et ont dû être restaurés en 1942. Cependant, la restauration de 1942 a été considérée par divers historiens comme une violation des principes archéologiques, artistiques et historiques, car en certains cas les dégâts ont été réparés sans adopter les solutions de prudence qui plus tard auraient permis de différencier les éléments originaux de ceux ajoutés.
En 1977 a été commis un vol à la Cathédrale d'Oviedo. La Croix des Anges a été emportée et plus tard récupérée. Cependant, et à cause des graves dégâts qu'elle a subis, la croix dut être restaurée par la Comisión para la restauración de las Joyas Históricas de la Cámara Santa de la Catedral de Oviedo, présidée par le président du chapitre, et créée pour réparer les dégâts causés par le vol de 1977. La commission rendit la Croix des Anges et le Coffret aux Agates à la cathédrale, après restauration, le 14 septembre 1985, et les deux objets réintégrèrent la Cámara Santa d'Oviedo.

## Description
La Croix des Anges est de type grec avec des bras pattés. La longueur de ses quatre bras est quasi identique, et ces quatre bras partent d'un disque placé au centre de la croix. Les dimensions de la croix sont de 465 mm de haut, 450 mm de large et 25 mm d'épaisseur. Le poids de la croix est de 1 765 grammes et le disque central a un diamètre 85 mm.
Elle est formée de deux pièces de bois de cerisier sylvestre, unies au centre de la croix au moyen d'un disque central et garnies d'une fine pellicule d'or assujettie au moyen de petits clous également en or. Dans chacun des bras de la croix il y a une petite boîte insérée, destinée à conserver diverses reliques, et chacun des quatre petits reliquaires est fermé par couvercle qui coulisse.
L'avers de la croix est ornée de quarante-huit pierres (Crux gemmata), en forme de cabochon, et cinq de ces pierres sont des intailles d'époque romaine réutilisées. Il est également orné de filigranes maintenant des pierres polychromes incrustées. Certaines de ces pierres sont semi-précieuses, comme des grenats et des agates.
Le revers de la croix est recouvert d'une lame unie d'or, et sur chacun des quatre bras apparaît une inscription en lettres d'or. Également, à chacune des quatre extrémités de la partie postérieure de la croix, il y a une gemme entourée par deux cercles de petites pierres. Dans le disque central du revers, il y avait un camée romain d'agate, entouré par un cercle de perles et de pierres. Cependant ce camée a été remplacé par un autre, réalisé en Allemagne, après le vol de 1977.
Parmi les camées romains incrustés dans la croix, un d'eux représente une jeune paysanne romaine, un autre la déesse Athéna, un autre montre une tête de chèvre sur un corps de serpent, et un autre représente Énée abandonnant la cité de Troie.
Même si de nombreuses versions héraldiques de la Croix des Anges la représentent avec les lettres alpha et oméga pendues à ses bras, les experts de l'histoire de l'art n'ont pas encore réussi à tomber d'accord pour savoir si la croix dans le passé a connu quelques fois ces symboles accrochés à elle.

### Inscriptions au revers
Une des inscriptions situées au revers de la croix signale la date à laquelle elle fut réalisée, en 808, et le nom du donateur, qui était le monarque Alphonse le Chaste. Sur le revers de la Croix des Anges se trouvent soudés les textes suivants, écrits en lettres d'or :
- Bras supérieur:

« SVSCEPTVM PLACIDE MANEAT HOC IN HONORE DI OFFERT ADEFONSVS HVMILIS SERVVS XPI »
- Bras droit (bras gauche de l'observateur):

« QVISQVIS AVFERRE PRAESVNSERIT MIHI FVLMINE DIVINO INTEREAT IPSE »
- Bras gauche (bras droit de l'observateur):

« NISI LIBENS VBI VOLVNTAS DEDERIT MEA HOC OPVS PERFECTVM EST IN ERA DCCCXLVI »
- Bras inférieur:

« HOC SIGNO TVETVR PIVS HOC SIGNO VINCITVR INIMICVS »
Les inscriptions situées au revers de la croix signifient:
« Que demeure en paix ceci réalisé en honneur de Dieu. Alphonse, humble serviteur du Christ, l'a offert. Quiconque essaiera de l'emporter loin du lieu où ma bonne volonté l'a placé, qu'il périsse immédiatement d'un éclair divin. Cette œuvre a été réalisée en l'ère DCCCVIII (année 808). Par ce signe est protégé le pieux. Par ce signe est vaincu l'ennemi. »

## Symbole de la ville d'Oviedo

Armes d'Oviedo

Armes de la Province des Asturies

La Croix des Anges est devenue le symbole de la ville d'Oviedo autour du XVe siècle, mais il est dit que beaucoup plus tôt, en 1262, elle était utilisée comme sceau de la cité. On la retrouve dans une gravure sur les murs de la vieille cité, avec les lettres grecques alpha et omega accrochées à ses bras, en signe de consécration. Aujourd'hui, la croix est présente à la fois dans les armes de la cité d'Oviedo, dans celles de la Province d'Oviedo et dans celles de l'Archidiocèse catholique d'Oviedo.